# セイフティ (アメリカンフットボールのポジション)

3-4守備隊形におけるフリーセイフティ（FS）とストロングセイフティ（SS）

セイフティ (S)は、アメリカンフットボール、カナディアンフットボールにおける守備のポジションであり、コーナーバック(CB)と合わせて、ディフェンスバック(DB)と呼ばれるポジションである。セイフティはスクリメージラインから10ヤードから15ヤード程度下がった位置に配置され、役割により、「フリーセイフティ（FS）」、「ストロングセイフティ（SS）」の2種類に分類される。セイフティはコーナーバックとともにレシーバーをマークし、パスを阻止することが主な役割であるが、最後尾に配置され、相手の攻撃を防ぐ最後の砦となる機会が多いので、守備範囲の広さが求められる。

## フリーセイフティ

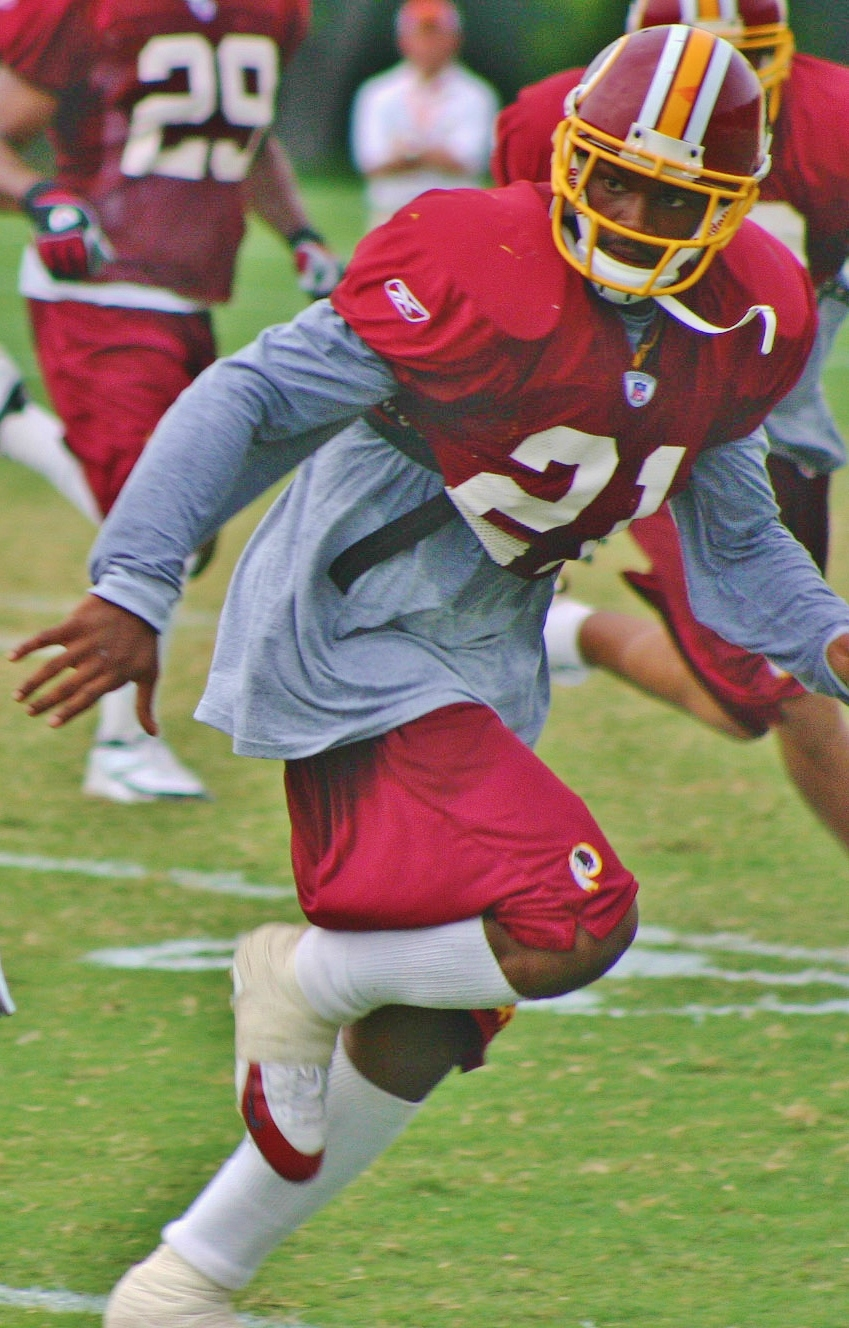
ワシントン・レッドスキンズに所属していたフリーセイフティのショーン・テイラー

フリーセイフティはプレーが開始した後、ボールの動きに反応して動く傾向が強いポジションである。フリーセイフティは通常、クォーターバックをマークしているが、クォーターバックがポケット内に留まっている時は、他の選手のカバーに動く。パスプレーにおいて、コーナーバックを補佐し、セイフティとコーナーバックで連携してパスを阻止する形になることが多く、ロングパスでは、フリーセイフティが最後の砦となるので、クォーターバックとフリーセイフティの駆け引きが重要な要素となる。

## ストロングセイフティ
ストロングセイフティは、タイトエンドが配置されているストロングサイド側に配置されることから命名された。ストロングセイフティの選手はフリーセイフティの選手に比べると、体が大きく、強いタックルができる傾向がある。これは、フリーセイフティがパスへの対応が主な役割であるのに対して、ストロングセイフティはラインバッカーとともにランストップやブリッツに参加する役割を負うことが多いので、強いタックルでボールキャリアーを仕留める必要があるからである。フリーセイフティ、ストロングセイフティは共に、守備の最後尾に配置されているが、フリーセイフティがコーナーバックに近い役割を負っているのに対して、ストロングセイフティはこのように、ラインバッカーに近い役割を負う。なお、両者の区別がはっきりしない起用の仕方をするチームも存在する。

## 背番号
NFLでは、ルールによりセイフティの背番号は20番から49番と規定されていたが、2021年に行われたルール変更により、1から49番を着用できるようになった。